# Файнс, Мэри
Мэри Файнс (англ. Mary Fiennes; 1495 — 1531) — английская аристократка и фрейлина, супруга Генри Норриса.

## Биография
Мэри Файнс была единственной дочерью из четверых детей в семье Томаса Файнса, 8-го барона Дакр и его супруги Анны Буршье. По линии отца её прабабкой была Джоан Дакр, 7-я баронесса Дакр.
В 1514 году была назначена фрейлиной для принцессы Марии Тюдор и входила в её свиту при французском дворе после бракосочетания Марии с королём Людовиком XII. Затем она служила фрейлиной Клод Французской, дочери Людовика XII и супруги нового короля Франциска I.
В 1520 году вернулась в Англию, где вышла замуж за придворного Генри Норриса, который позже получил от короля Генриха VIII несколько должностей и наград. У супругов было трое детей:
- Эдвард Норрис (1524—1529);
- Генри Норрис (около 1525—1601), 1-й барон Норрис из Рикота;
- Мэри Норрис (1526—1570), жена сэра Джорджа Кэрью[англ.] и сэра Артура Чампернауна[англ.]

Умерла в 1531 году в возрасте 35/36 лет, за три года до смерти отца.